# Louis-Philippe Beauchamp
 (octobre 2012).
Si vous disposez d'ouvrages ou d'articles de référence ou si vous connaissez des sites web de qualité traitant du thème abordé ici, merci de compléter l'article en donnant les références utiles à sa vérifiabilité et en les liant à la section « Notes et références ».
 (août 2022).
Louis-Philippe Beauchamp (né le 4 octobre 1999) est un acteur québécois. Il est connu pour son rôle de Zacharie Parent, le benjamin de la famille, dans la série Les Parent diffusée sur la chaîne ICI Radio-Canada Télé depuis 2008. Il vit à Montréal depuis 2000. 

## À la télévision
- 2008-2016: Les Parent : Zakharie Parent
- 2003 : L'Auberge du chien noir : Guillaume Provencher
- 2008: Figuration dans Kaboum